# All for You (Lied)
All for You ist ein Lied der US-amerikanischen Sängerin Janet Jackson aus ihrem siebten Studioalbum All for You (2001). Das Lied wurde am 6. März 2001 als erste Single des Albums ausgekoppelt und avancierte zum Nummer-eins-Hit.

## Hintergrund
All for You wurde im G-Schlüssel komponiert. Jacksons Stimmumfang im Lied reicht von G3 bis E5. Das Lied enthält 112 Schläge pro Minute.
Das Lied basiert auf einem Sample von Changes The Glow of Love (1980). Das Lied schrieb Geschichte, da es weltweit die erste Single war, die am selben Tag im Radio und in den Läden veröffentlicht wurde. Vorherige Lieder wurden erst nach ihrer Veröffentlichung im Radio gespielt. Bei All for You hingegen fielen beide Veröffentlichungen an einen Tag. Jackson sang das Lied auf ihrer All for You und ihrer Rock Witchu sowie auf ihrer Number Ones: Up Close and Personal Tour.

## Musikvideo
Beim Musikvideo führte Dave Meyers Regie, die Choreografie im Video stammt von Shawnette Heard, welche sie im frühen Februar 2001 speziell für das Musikvideo kreierte. Im März 2001 wurde das Musikvideo veröffentlicht. Das Musikvideo findet in einer farbenfrohen Zweidimensionalen Welt statt, welche animiert wurde, nur Janet Jackson und die Tänzer wurden später als reale Personen in das animierte Video eingefügt. Im Musikvideo flirtet Jackson mit einem Mann (gespielt von Ellis Lee Jackson), welchen sie zuerst in der U-Bahn traf. Während des Musikvideos werden immer wieder Szenen gezeigt wie Jackson und ihre Tänzer die Choreografien tanzen. An einer Szenen wird die Choreografie kurz gestoppt und man hört kleine Ausschnitte aus den Liedern: ihrer Schwester Rebbie Jacksons Centipede (1984), Jacksons eigene The Pleasure Principle (1986), Escapade (1990), Go Deep (1998) und Shannons Let the Music Play (1983). Am Ende des Musikvideos verabschiedet sich Jackson vom selben Mann nahe einem Nachtclub, dabei lächelt er sie an, und sie winkt zurück und verlässt die Bildfläche. Das Video war bei den MTV Video Music Awards 2001 in den Kategorien Video of the Year, Best Female Video, Best Dance Video und Best Choreography nominiert. Das Musikvideo erschien 2004 auf Jacksons DVD-Edition von All for You und auf ihrem Videoalbum From janet. to Damita Jo: The Videos.

## Preise
Das Lied Gewann sämtliche Musikpreise, darunter bei den Grammy Awards 2002 den Grammy für die beste „Danceaufnahme“.

## Kommerzieller Erfolg

### Chartplatzierungen
In den Vereinigten Staaten avancierte das Lied zum Nummer-eins-Hit und erreichte die Spitze der Billboard Hot 100 für sieben aufeinander folgende Wochen, sowie Top-5- und Top-10-Platzierungen weltweit. Bis Heute ist All for You Jacksons zehnter und letzter Nummer-eins-Hit in den Vereinigten Staaten.
| ChartsChartplatzierungen       | Höchstplatzierung | Wochen |
| ------------------------------ | ----------------- | ------ |
| Deutschland (GfK)              | 16 (10 Wo.)       | 10     |
| Österreich (Ö3)                | 30 (12 Wo.)       | 12     |
| Schweiz (IFPI)                 | 7 (20 Wo.)        | 20     |
| Vereinigte Staaten (Billboard) | 1 (22 Wo.)        | 22     |
| Vereinigtes Königreich (OCC)   | 3 (15 Wo.)        | 15     |

| ChartsJahrescharts (2001)      | Platzierung |
| ------------------------------ | ----------- |
| Schweiz (IFPI)                 | 46          |
| Vereinigte Staaten (Billboard) | 3           |

| ChartsJahrescharts (2000–2009) | Platzierung |
| ------------------------------ | ----------- |
| Vereinigte Staaten (Billboard) | 65          |

### Auszeichnungen für Musikverkäufe
| Land/Region                  | Auszeichnungen für Musikverkäufe (Land/Region, Auszeichnung, Verkäufe) | Verkäufe  |
| ---------------------------- | ---------------------------------------------------------------------- | --------- |
| Australien (ARIA)            | Platin                                                                 | 70.000    |
| Belgien (BRMA)               | Gold                                                                   | 25.000    |
| Frankreich (SNEP)            | Silber                                                                 | 125.000   |
| Neuseeland (RMNZ)            | Gold                                                                   | 5.000     |
| Südafrika (RISA)             | Platin                                                                 | 50.000    |
| Vereinigte Staaten (RIAA)    | Platin                                                                 | 1.000.000 |
| Vereinigtes Königreich (BPI) | Gold                                                                   | 400.000   |
| Insgesamt                    | 1× Silber · 3× Gold · 3× Platin ·                                      | 1.675.000 |

Hauptartikel: Janet Jackson/Auszeichnungen für Musikverkäufe